# 陈金全
陈金全（1938年4月1日—2000年5月14日），男，浙江武义人，中国物理学家，南京大学教授，研究领域为群表示理论。

## 生平
1985年在物理学期刊现代物理评论发表理论综述《The representation group and its application to space groups》，是中国内地第一位取得这一成就的学者。

## 著作

### 中文
- 《群表示論的新途徑》
- 《置換群約化系數及其套用》

### 英文
- 《Group Representation Theory for Physicists》
- 《The Beauty of Mathematics in Science》